# Flying with Angels
Flying with Angels — десятый студийный альбом американской фолк-певицы и автора-исполнителя Сюзанны Веги, вышедший 2 мая 2025 года на лейбле Cooking Vinyl. Продюсером альбома выступил гитарист и давний соратник Джерри Леонард. Это первый альбом Веги с полностью новым материалом после альбома 2014 года Tales from the Realm of the Queen of Pentacles. Описывая лирическое содержание альбома, Вега заявила: «Каждая песня в альбоме проходит в атмосфере борьбы. Борьбы за выживание, за речь, за доминирование, за победу, за побег, за помощь другому или просто за жизнь».
Первый сингл альбома Flying with Angels, озаглавленный «Rats», был выпущен 17 сентября 2024 года. Альбом был анонсирован 4 марта 2025 года, одновременно с выходом второго сингла, «Speakers' Corner».

## История
Когда Сюзанна Вега выпустила свой дебютный альбом в 1985 году, она была умной, свежей новой фигурой на фолк-сцене Нью-Йорка, явно вдохновлённой великими певцами и композиторами прошлого, но при этом обладающей собственным стилем и точкой зрения. Сорок лет спустя она превратилась в серого кардинала того, что сейчас называется современным фолком, оказав влияние на ряд известных артистов. Если время изменило отношение слушателей к Веге и её творчеству, то как автор и исполнительница она усовершенствовала свой стиль, не изменив его сути — как и раньше, она остаётся рассказчиком с острым взглядом и умными, стильными фразами, и она знает, как интегрировать элементы поп-музыки в свои записи, не изменяя чистым линиям своих мелодий. Альбом Flying with Angels, выпущенный в 2025 году, является первым набором оригинальных песен Веги с 2014 года, когда вышел альбом Tales from the Realm of the Queen of Pentacles (не считая альбома Lover, Beloved: Songs from an Evening with Carson McCullers, саундтрек к её сольному шоу)".

## Отзывы
| Оценки критиков | Оценки критиков |
| Источник        | Оценка          |
| --------------- | --------------- |
| AllMusic        | [ 2 ]           |

Альбом получил в целом положительные отзывы от современных музыкальных критиков.
Марк Деминг отметил в AllMusic, что «в этом альбоме она пишет и поёт с привычным мастерством и интеллектом, а также добавляет новые краски в свою палитру. „Lucinda“ — это письмо-посвящение Люсинде Уильямс, в котором преимущественно разговорные тексты и настойчивая басовая линия напоминают рэп, но не звучат нелепо, „Love Thief“ — чувственная композиция с аранжировкой в стиле R&B, которая легко вписывается в тихую бурю, а „Rats“ звучит так, как будто она могла бы быть из утраченного альбома 1979 года в стиле нью-вейв с его гудящими гитарами, визгом органа и игривыми текстами о суровой стороне жизни в Нью-Йорке. „Chambermaid“ — остроумное исследование характера женщины, убирающей за великим художником, подходящее к мелодии „I Want You“ Боба Дилана, а „Speakers' Corner“ с грустью взвешивает плюсы и минусы культуры громко выраженных мнений, особенно когда паникёры в конце концов оказываются правы. В остальном Вега в „Flying with Angels“ в своей привычной, но отличной форме, а продюсер Джерри Леонард отдаёт предпочтение мелодиям со зрелым, убедительным фолк-роком, а заключительная песня „Galway“ — это жемчужина, история о том, что могло бы быть, тёплая, проникновенная и совершенно непринуждённая. Как и лучшие из артистов, которые повлияли на неё, Сюзанна Вега — артистка, созданная для долгой карьеры, и Flying with Angels впечатляет и радует своим мастерством и самобытным взглядом — её песни выделяли её среди коллег в 1985 году, и они по-прежнему выделяют её в 2025 году».

## Список композиций
| №                   | Название                   | Автор(ы)                   | Длительность |
| ------------------- | -------------------------- | -------------------------- | ------------ |
| 1.                  | «Speakers' Corner»         | Сюзанна Вега Gerry Leonard | 3:20         |
| 2.                  | «Flying with Angels»       | Vega                       | 4:29         |
| 3.                  | «Witch»                    | Vega Leonard               | 4:36         |
| 4.                  | «Chambermaid»              | Боб Дилан Vega Leonard     | 3:23         |
| 5.                  | «Love Thief»               | Vega Leonard               | 3:35         |
| 6.                  | «Lucinda»                  | Vega Leonard               | 3:36         |
| 7.                  | «Last Train from Mariupol» | Vega                       | 2:53         |
| 8.                  | «Alley»                    | Vega Leonard               | 3:31         |
| 9.                  | «Rats»                     | Vega Leonard               | 4:09         |
| 10.                 | «Galway»                   | Vega Leonard               | 3:57         |
| Общая длительность: | Общая длительность:        | Общая длительность:        | 37:29        |

## Участники записи
- Сюзанна Вега — вокал, гитара

## Чарты
| Чарт (2025)                                  | Высшая позиция |
| -------------------------------------------- | -------------- |
| Австрия (Ö3 Austria)                         | 68             |
| Бельгия/Фландрия (Ultratop)                  | 21             |
| Бельгия/Валлония (Ultratop)                  | 29             |
| Германия (Offizielle Top 100)                | 18             |
| Шотландия (Scottish Albums Chart)            | 8              |
| Швейцария (Schweizer Hitparade)              | 24             |
| Великобритания (UK Albums Chart)             | 78             |
| Великобритания (UK Independent Albums Chart) | 4              |

### Комментарии
1. ↑  Вега также выпустила свой девятый студийный альбом Lover, Beloved: Songs from an Evening with Carson McCullers в 2016 году; однако этот альбом был составлен из более старого материала, взятого из театральной пьесы Веги 2011 года Carson McCullers Talks About Love о жизни поэтессы и писательницы Карсон Маккаллерс (1917 — 1967)[4].

## Список композиций